# Konstantin III. (Armenien)
Konstantin III. (armenisch Կոստանդին Ա; * 1278; † 1308) war von 1298 bis 1299 König von Kleinarmenien. Er war ein Sohn von Leon III. und Keran (Kir Anna), Tochter des Fürsten Hethum von Lambron und gehörte der Dynastie der Hethumiden an.
Konstantin half seinem Bruder Sempad 1296, die Macht im Königreich zu übernehmen, als ihre Brüder Hethum II. und Thoros III. auf einer Reise nach Konstantinopel waren, um Rita von Armenien, eine Schwester der Vier, mit Michael IX. Palaiologos, dem Mitkaiser von Andronikos II. zu verheirateten.
Zwei Jahre später wandte sich Konstantin gegen Sempad und befreite Hethum, der von Sempad in der Festung Partzerpert gefangen gesetzt und durch Kauterisation teilweise geblendet worden war. Konstantin übernahm für wenige Monate die Macht, während Hethum sich von den Folgen seiner Gefangenschaft und Blendung erholte. Kurz nachdem Hethum 1299 den Thron wieder bestiegen hatte, wurde Konstantin erneut zum Urheber einer Verschwörung, die das Ziel verfolgte, Sempad wieder an die Macht zu bringen. Hethum schickte seine beiden verräterischen Brüder nach Konstantinopel ins Exil.